# Anton Drexler
Anton Drexler (München, 1884. június 13. – München, 1942. február 24.) szélsőjobboldali német politikus volt az 1920-as években, aki meghatározó szerepet játszott a pángermán és antiszemita Német Munkáspárt (DAP) megalapításában, amelyből később a Nemzetiszocialista Német Munkáspárt (NSDAP) is kialakult. Drexler segítette Adolf Hitlert annak politikai pályája kezdetén.

## Életrajz
Münchenben született, gépszerelőként dolgozott, mielőtt vasúti géplakatos lett Berlinben. Az első világháború alatt csatlakozott a Német Hazafias Párthoz. 1918 márciusában megalapította a Freien Arbeiterausschuss für einen guten Frieden liga (Szabad Munkások Bizottsága a jó Békéért) egyik ágát. Ezt követően 1918-ban Karl Harrer (újságíró és a Thule Társaság tagja) Drexlerrel és több más személlyel együtt megalapította a Politischer Arbeiterzirkel-t (Politikai Munkáskör). A tagok időszakosan tartottak megbeszéléseket, melynek témai a nacionalizmus és a zsidók elleni rasszizmus voltak. Drexler költő volt és a népi agitátorok egyike. Harrer, Gottfried Feder és Dietrich Eckart társaságában 1919. január 5-én Münchenben megalapították a Német Munkáspártot (DAP).
A párt egy 1919. szeptemberi, müncheni ülésén a fő szónok Gottfried Feder volt. Miután befejezte beszédét, Adolf Hitler heves politikai vitába keveredett az egyik látogatóval, Baumann professzorral, aki megkérdőjelezte Feder érveit a kapitalizmussal szemben, és javasolta, hogy Bajorország szakadjon el Poroszországtól, és hozzon létre egy új délnémet államot Ausztriával közösen. A professzor érveinek vehemens támadásával Hitler erőteljes hatást gyakorolt a jelenlévő párttagokra, bizonyságot adva kiváló szónoki képességeiről, a professzor pedig (Hitler elmondása szerint) úgy hagyta el a helyiséget, hogy elismerte egyértelmű vereségét. Drexler Hitlerhez ment és egy füzetet csúsztatott a kezébe. A Politikai Ébredésem című mű volt az, és Hitler elmondása szerint olyan eszméket tartalmazott, amelyekben ő maga már korábban is hitt. Drexlert lenyűgözte Hitler, és meghívta, hogy csatlakozzon a pártjához. Hitler ezt 1919. szeptember 12-én fogadta el, ezzel a párt 55. tagja lett. Hitler egy héten belül levelet kapott Drexlertől, melyben arról értesítette, hogy hivatalosan is elfogadták a DAP tagok közé, és hogy el kéne jönnie a bizottsági ülésre megvitatni az eseményt. Hitler részt vett a gyűlésen, melyet az Alte Rosenbad sörözőben tartottak meg.
Hitler elkezdte a pártot nyíltabbá szervezni, és az addigi legnagyobb gyűlést szervezte össze 2000 fő részvételével 1920. február 24-én a müncheni Staatliches Hofbräuhaus-ban. Ennek akkora hatása volt, hogy Karl Harrer kilépett a pártból egyet nem értése miatt. Hitler az ekkor tartott beszédében ismertette a párt 25 pontból álló programját, melyet Drexler, Feder és Hitler állított össze. Ezen pontok merészebb húzásnak bizonyultak a szervezet számára, egyértelmű külpolitikai célokkal (a Versailles-i békeszerződés eltörlése, egy nagy Németország létrehozása, keleti terjeszkedés, a zsidók állampolgári jogainak megvonása). Még ezen a napon a párt új nevet kapott: Nemzetiszocialista Német Munkáspárt (NSDAP - Náci párt).
1921-re Hitler gyorsan a párt megkérdőjelezhetetlen első számú vezetőjévé vált. 1921 júniusában, mialatt Hitler és Eckart adománygyűjtő körúton voltak Berlinben, zendülés tört ki az NSDAP-n belül Münchenben. A végrehajtói bizottság tagjai össze szerették volna vonni a pártot a rivális Német Szocialista Párttal (DSP). Hitler július 11-én visszatért Münchenbe, és dühösen bejelentette a lemondását. A bizottság tagjai rájöttek, hogy vezető figurájuk és szónokuk lemondása egyben a párt végét jelentené. Hitler bejelentette hogy hajlandó újra csatlakozni, azzal a feltétellel, hogy a pártelnöki széket ő veheti át Drexlertől, és hogy a párt főhadiszállása továbbra is Münchenben maradhat. A bizottság beleegyezett ebbe; Hitler a párt 3680. tagjaként csatlakozott újra hozzájuk. Drexlert így a csupán szimbolikus tiszteleti elnöki pozícióba rakták át, 1923-ban pedig ki is lépett a pártból.
Drexler a Thule Társaság nevű, dúsgazdag müncheni polgárok számára alakult "népi" (völkisch) politikai klubnak is tagja volt. Az NSDAP tagsága hivatalosan akkor ért véget, amikor a pártot átmenetileg betiltották a Müncheni sörpuccsot követően, melyben Drexler nem vett részt. 1924-ben a bajor állami parlamentbe is beválasztották egy másik párt színeiben, melynek 1928-ig tagja maradt mint alelnök. Már nem vett részt az NSDAP újraalakításában 1925-ben, és csak azután csatlakozott újra, miután Hitler 1933-ban hatalomra jutott. 1934-ben megkapta a Vérrend nevű kitüntetést (Blutorden), és alkalomszerűen egészen 1937-ig használták a pártban propagandacélokra, de sosem kapott újra igazi hatalmat, és nem is vett részt aktívan a mozgalomban ezek után. 1942 februárjában hunyt el Münchenben.

## Kulturális hatása
A 2003-as Hitler – A sátán felemelkedése című filmben a brit Robert Glenister alakította Drexlert, habár a filmben Drexlert helytelenül a védjegyévé vált szemüvege és bajsza nélkül ábrázolják.

## Fordítás
- Ez a szócikk részben vagy egészben  az   Anton Drexler című angol Wikipédia-szócikk ezen változatának fordításán alapul.  Az eredeti cikk szerkesztőit annak laptörténete sorolja fel. Ez a jelzés csupán a megfogalmazás eredetét és a szerzői jogokat jelzi, nem szolgál a cikkben szereplő információk forrásmegjelöléseként.